# جاده خانه ۶۶
جاده خانه ۶۶ (به انگلیسی: Mr. Blandings Builds His Dream House) فیلمی محصول سال ۱۹۸۴ و به کارگردانی جان مارک رابینسون است. در این فیلم بازیگرانی همچون ویلم دفو، جاج رینهولد، کیت ورنن، استیون الیوت، کوین ماجور هاوارد و اریکا یون ایفای نقش کرده‌اند.